# Fuling, Anhui
Fuling är en köping i östra Kina. Den ligger i Jixi härad i staden Xuancheng i provinsen Anhui, omkring 240 kilometer sydost om provinshuvudstaden Hefei. Antalet invånare är 13 975. Befolkningen består av 6 869 kvinnor och 7 106 män. Barn under 15 år utgör 11,0 %, vuxna 15-64 år 69 %, och äldre över 65 år 19,0 %.